# Saxifraga aurantiaca
Saxifraga aurantiaca är en stenbräckeväxtart som beskrevs av Adrien René Franchet. Saxifraga aurantiaca ingår i Bräckesläktet som ingår i familjen stenbräckeväxter. Inga underarter finns listade i Catalogue of Life.